# Tomas Billing
Tomas Gunnar Billing, född 16 juni 1963 i Helsingborg, är en svensk företagsledare.
Billing avlade ekonomexamen vid Handelshögskolan i Stockholm 1986 och blev då civilekonom.
Han var verkställande direktör för Hufvudstaden AB 1997-1999. Åren 1999-2019 var han verkställande direktör för Nordstjernan AB. Billing var även styrelseordförande i börsnoterade NCC AB åren 2001-2019. År 2019 grundade Billing investeringsföretaget Röko AB tillsammans med Fredrik Karlsson. Billing är styrelseordförande för Röko AB och flera av Rökos dotterbolag.